# Scyllaridae
Scyllaridae is een familie van kreeftachtigen uit de klasse van de Malacostraca

## Onderfamilies
- Arctidinae Holthuis, 1985
- Ibacinae Holthuis, 1985
- Scyllarinae Latreille, 1825
- Theninae Holthuis, 1985